# Fouchet-jegyzék
A Fouchet-jegyzék 1920. július 24-én, alig hat héttel a trianoni békeszerződés aláírása után a magyar kormánynak a budapesti francia főmegbízott által átadott levél, amelyben a francia kormány hivatalosan felajánlotta, hogy Magyarország és az utódállamok között kész olyan tárgyalásoknak a közvetítésére, amelyeknek céljuk, hogy „egyrészt orvosoljanak bizonyos gazdasági és néprajzi igazságtalanságokat, másrészt kiegészítsék a kisebbségek védelmének biztosítására már létrehozott határozmányokat.”
A jegyzék a Millerand-féle kísérőlevélen alapult, amelyben bizonyos revíziók lehetőségéről van szó. A Fouchet-jegyzékben felmerült revíziókra sosem került sor, sőt szóba sem került többet, miután Millerand miniszterelnök lemondott a további közvetítésről.